# Chris Lindstrom
(en) Statistiques sur pro-football-reference
Chris Lindstrom, né le 28 février 1997 à Dudley, dans les Massachusetts est un joueur professionnel de football américain, évoluant au poste de guard pour les Falcons d'Atlanta de la National Football League (NFL). Il a joué au football universitaire pour les Eagles de Boston College.

## Jeunesse
Lindstrom fréquente le lycée régional Shepherd Hill à Dudley, dans le Massachusetts . Il s'est engagé auprès du Boston College à jouer au football universitaire,.

## Carrière universitaire
Lindstrom a joué au Boston College de 2015 à 2018. Au cours de sa carrière, il est titulaire de 49 matchs sur 52 joués,,.

## Carrière professionnelle
Lindstrom est sélectionné par les Falcons d’Atlanta avec le 14echoix du premier tour de la draft 2019 de la NFL.

### Falcons d'Atlanta
Le 16 mai 2019, il signe un contrat de quatre ans, d'une valeur de 14,6 millions de dollars dont une prime à la signature de 8,6 millions de dollars,,.

#### Saison 2019
Il est nommé offensive guard titulaire des Falcons pour commencer la saison. Cependant, au cours de la première semaine, Lindstrom subit une fracture du pied et est placé en réserve le 9 septembre 2019. Il est désigné pour revenir de la réserve blessée le 2 décembre et recommence à s'entraîner avec l'équipe. Il  activé le 7 décembre, avant la 14e semaine.

## Vie privée
Son père a joué pour les Terriers de l'université de Boston  et son frère Alec joue actuellement pour les Eagles de Boston College. Son père a joué comme defensive end pour le Blitz de Chicago de l’ USFL en 1984.